# Santa Maria Maggiore (Piemont)
Santa Maria Maggiore ist eine italienische Gemeinde in der Provinz Verbano-Cusio-Ossola (VB) in der Region Piemont und Trägerin der Bandiera Arancione des TCI.

## Lage und Einwohner
Santa Maria Maggiore liegt 56 Straßenkilometer von der Provinzhauptstadt Verbania und 16 km östlich von Domodossola entfernt im Valle Vigezzo, unweit der Grenze zum Schweizer Kanton Tessin, wo das Tal Centovalli genannt wird. Das Gemeindegebiet umfasst eine Fläche von 53.71 km² und hat 1303 Einwohner (Stand 31. Dezember 2023). Zu Santa Maria Maggiore gehören die Fraktionen Buttogno und Crana.
Die Nachbargemeinden sind Campo (Tessin), Craveggia, Druogno, Malesco, Masera, Montecrestese, Toceno, Trontano und Vergeletto (Tessin).

## Geschichte
Die erste Siedlung auf dem Gebiet stammt aus der Römerzeit und wird durch Grabsteine belegt, die im 1. Jahrhundert n. Chr. errichtet wurden. Bei einer Ausgrabung 1971 für den Bau einer Trinkwasserleitung wurde in eineinhalb Metern Tiefe eine große Platte gefunden, unter der Materialien gefunden wurden, die zu einer Bestattungseinrichtung gehören: ein Olpe aus rötlicher Paste, ein Poculo (Glas) aus schwarzer Paste, eine Tasse schwarze Paste, eine Tasse gelbe Paste, Tassenfragmente und Ampullen.
Im 13. Jahrhundert wurden die ersten Wohnhäuser um die Kirche herum gebaut. Neben den Priestern lebten auch die Notare des Tales um die Kirche herum. Mit der Zeit wuchs die Bevölkerung: Ein Pergament aus dem Jahr 1267 zeigt, dass damals 12 Familien in Santa Maria lebten. Im 14. Jahrhundert ließ sich die podestà della Valle in Santa Maria Maggiore, in der Nähe der Kirche, nieder und zog so eine größere Anzahl von Einwohnern an. Gegen Ende des 15. Jahrhunderts zogen Mitglieder von sieben Familien aus Craveggia, später Sieben Häuser genannt, nach Santa Maria Maggiore: Balconi, Menabene, Rossi, Farina, Mellerio, Borgnis und Simonis. In dieser Zeit hieß die Stadt nur Santa Maria, der Name Santa Maria Maggiore wurde in der 2. Hälfte des 16. Jahrhunderts wegen der religiösen und weltlichen Bedeutung des Dorfes hinzugefügt. Lange Zeit blieb Santa Maria Maggiore jedoch ein Weiler von Crana, erst 1804 wurde die Gemeinde Santa Maria Maggiore errichtet, und die Gemeinden Crana und Buttogno waren damit verbunden.

## Verkehr
Dieser Ort  wird von der Ferrovia Vigezzina durchfahren. Nach Osten fährt sie als Centovallibahn nach Locarno, nach Westen führt sie nach Domodossola.

## Sehenswürdigkeiten

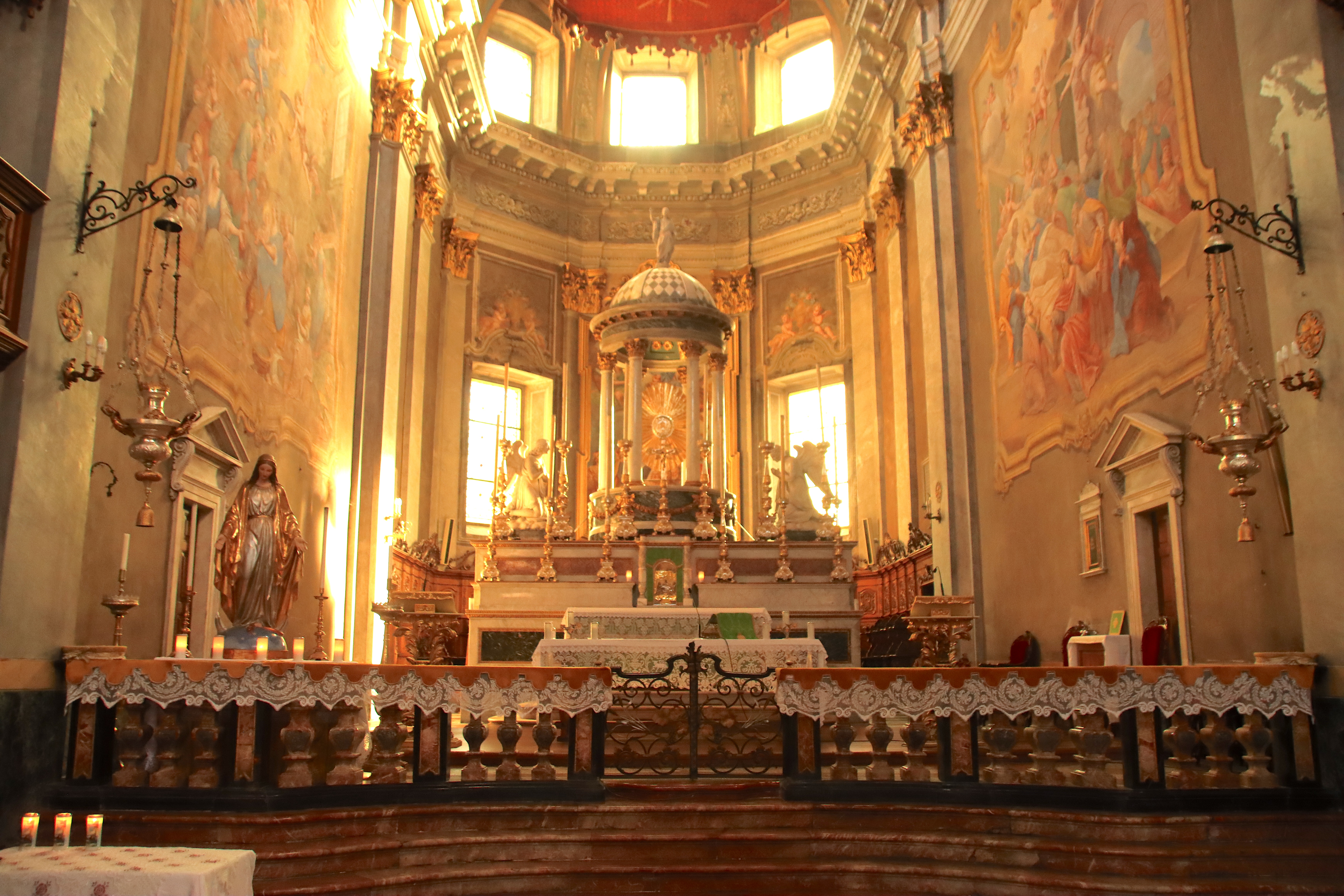
Santa Maria Assunta

- Pfarrkirche Santa Maria Assunta: Das heutige Gebäude wurde zwischen 1733 und 1742 vollständig wieder aufgebaut und wurde 1770 von Aurelio Balbis Bertone, Bischof von Novara, geweiht. Von der früheren Kirche im lombardisch-romanischen Stil ist nur der Glockenturm erhalten geblieben. Der Wiederaufbau wurde größtenteils von Giovanni Paolo Feminis finanziert, dem Erfinder des Kölnisch Wassers. Die Pfarrei stellt dankbar sein Porträt über die Eingangstür zur Sakristei. Die Kirche besteht aus einem einzigen großen Kirchenschiff und gilt zusammen mit der Kirche von Domodossola und der des nahegelegenen Craveggias als die schönste Kirche des Ossola. Das Innere ist mit Fresken von zwei bedeutenden Malern verziert: Lorenzo Peretti aus der Fraktion Buttogno[3] und Giuseppe Mattia Borgnis aus dem benachbarten Craveggia (* 23. Februar 1701 in Craveggia; † 1761 West Wycombe). Beide gelten als „die Väter der Fresken“ des Valle Vigezzo.
- Kirche San Giovanni Evangelista in der Fraktion Crana wird erstmals im Jahr 1483 erwähnt, obwohl sie 1744 fast vollständig wieder aufgebaut wurde. Die gesamten Kosten für den Bau der Kirche wurden von Gian Paolo Feminis aus Crana getragen. Der Hauptaltar der Kirche beherbergt ein Altarbild aus dem 17. Jahrhundert, das den Heiligen Johannes den Täufer und die Jungfrau Maria darstellt. Das Fresko auf der Kuppel aus dem Jahr 1745 gilt als eines der besten Werke des Malers Giuseppe Mattia Borgnis, der auch den Ovalengemälden mit den Heiligen Defendente, Bernardo da Mentone, Sebastiano und Vittore gemahlt hatte.
- Oratorium San Rocco in der Fraktion Crana wurde von der Bevölkerung von Crana für Ex-Voto gebaut, um der Gefahr einer Pestflut von 1529–1530 zu entkommen. Das Innere des Oratoriums ist bemalt mit zwölf Fresken Szenen aus dem Leben von San Rocco des lombardischen Malers Giovanni Battista da Legnano aus dem 16. Jahrhundert.
- Kirche San Lorenzo in der Fraktion Buttogno erbaut in der Mitte des 17. Jahrhunderts, der kleine Portikus aus dem Jahr 1775 und der Glockenturm aus dem Jahr 1776 stammen. Neben den Seitenkapellen aus dem 17. Jahrhundert, die der Seligen Jungfrau der Barmherzigkeit und dem Heiligen Kruzifix gewidmet sind, bemerkenswert ist das Fresko Trionfo di San Lorenzo 1803 von Lorenzo Peretti gemalt. Die Fresken im Presbyterium: Martirio di San Lorenzo e I miracoli di Sant’Antonio Abate stammen von Carlo Giuseppe Peretti, dem Sohn von Lorenzo.
- Torre de Rubeis (oder Torre Simonis) im historischen Zentrum von Santa Maria Maggiore mit Blick auf die Piazza Risorgimento, stammt aus dem 14. Jahrhundert. Die mächtige Familie de Rubeis baute ihr eigenes Haus mit Türmen und für den Rest der Maultiere und Pferde einen Stall und einen großen Innenhof, der von einer Steinmauer umgeben war. Der Turm beherbergt heute eine private Sammlung von 136 Zeichnungen, die Reliefs und Rekonstruktionen der alten Häuser des Vigezzotal darstellen. Im Sommer organisiert der Fondo per l’Ambiente Italiano (FAI) besondere Führungen.
- Villa Antonia, erbaut im 18. Jahrhundert von der Familie Rossetti, ist heute der Sitz der Gemeindeverwaltung. Die ersten Besitzer beschlossen, die von den transalpinen Gebäuden inspirierte Villa mit einem schrägen Dach und unterirdischen Bodenwänden zu bauen. Als Maler bereicherten sie ihr Zuhause mit Fresken.
- Museo dello spazzacamino (Museum des Schornsteinfegers) in der Villa Antonia ist einzigartig in Italien. Das 1983 eröffnete und 2005 renovierte Museum bietet den Besuchern eine originelle multisensorische Reise, um die harte Arbeit des Schornsteinfegers und der Kaminfegerkinder zu entdecken, der für die Einwohner der Valle Vigezzo vom 16. bis zum 20. Jahrhundert von grundlegender Bedeutung war.
- Die Casa Mandamentale steht in der zentralen Piazza Risorgimento; es war der alte Sitz des Prätors des Vigezzotals. Später beherbergte es den Consiglio di Valle und den Consiglio comunale. Das Gebäude ist mit geometrischen Formen verziert und setzt sich aus verschiedenen Teilen aus diverse Epochen zusammen. Der Seitenturm mit den alten Gefängnissen ist der älteste Teil, der kleine Saal mit Rundbögen stammt aus dem 17. Jahrhundert, während der nach Süden gerichtete Teil aus dem 19. Jahrhundert stammt. Sie wurde kürzlich in eine Ausstellungsfläche umgewandelt, die der Gemeinde zur Verfügung steht, die jedes Jahr zahlreiche Ausstellungen organisiert.

## Bildgalerie

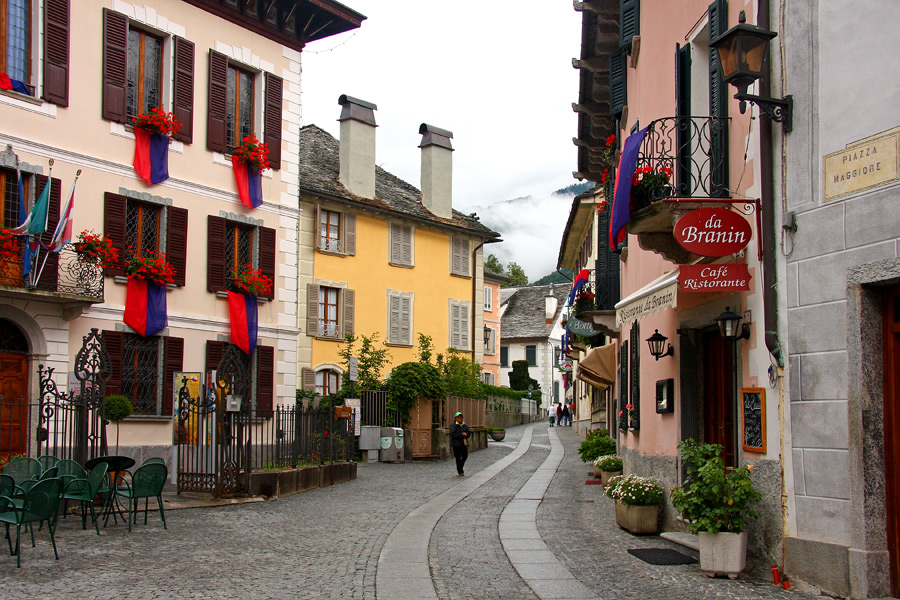
Ortsbild Santa Maria Maggiore
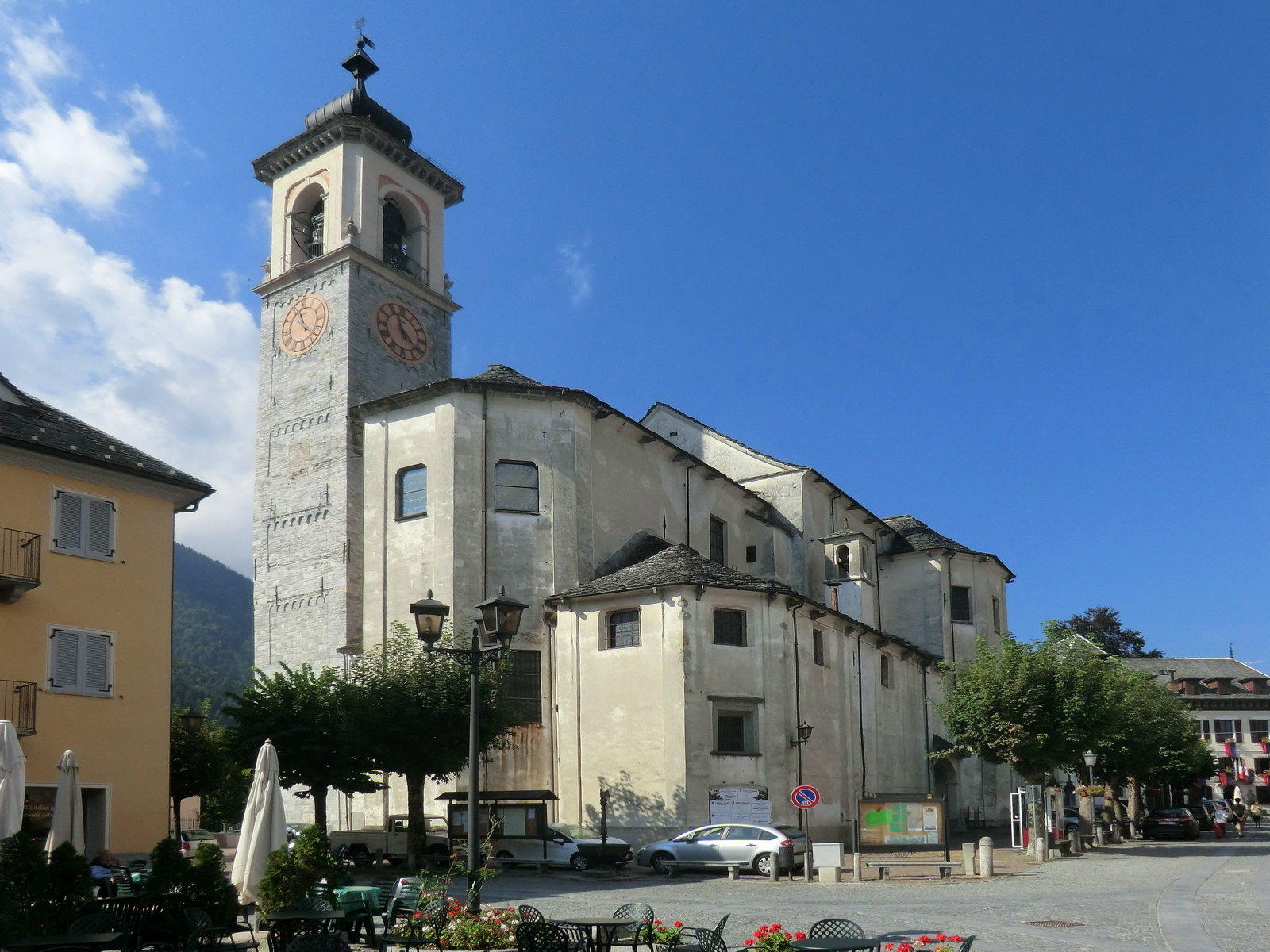
Pfarrkirche Santa Maria Assunta
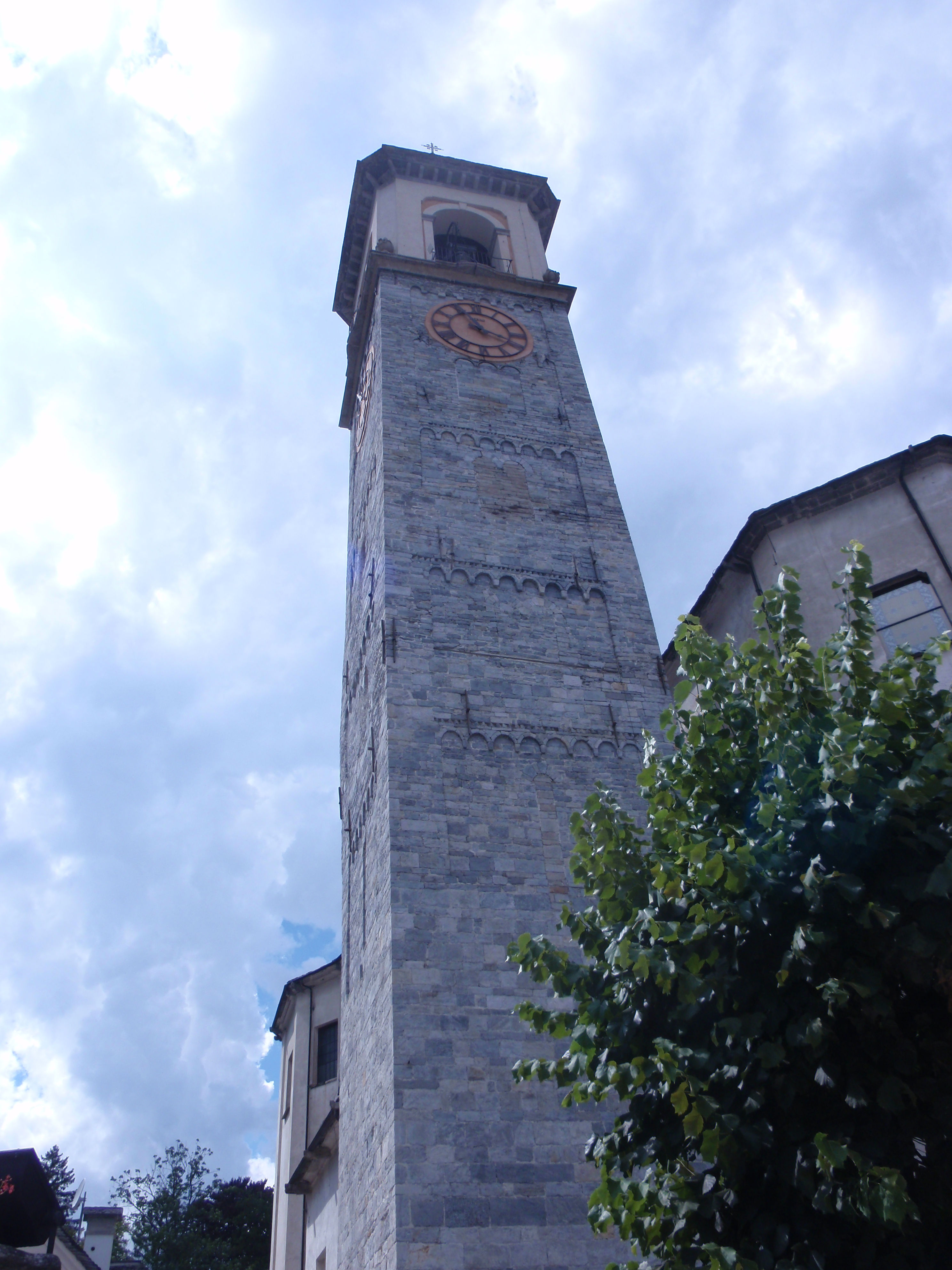
Romanischer Glockenturm
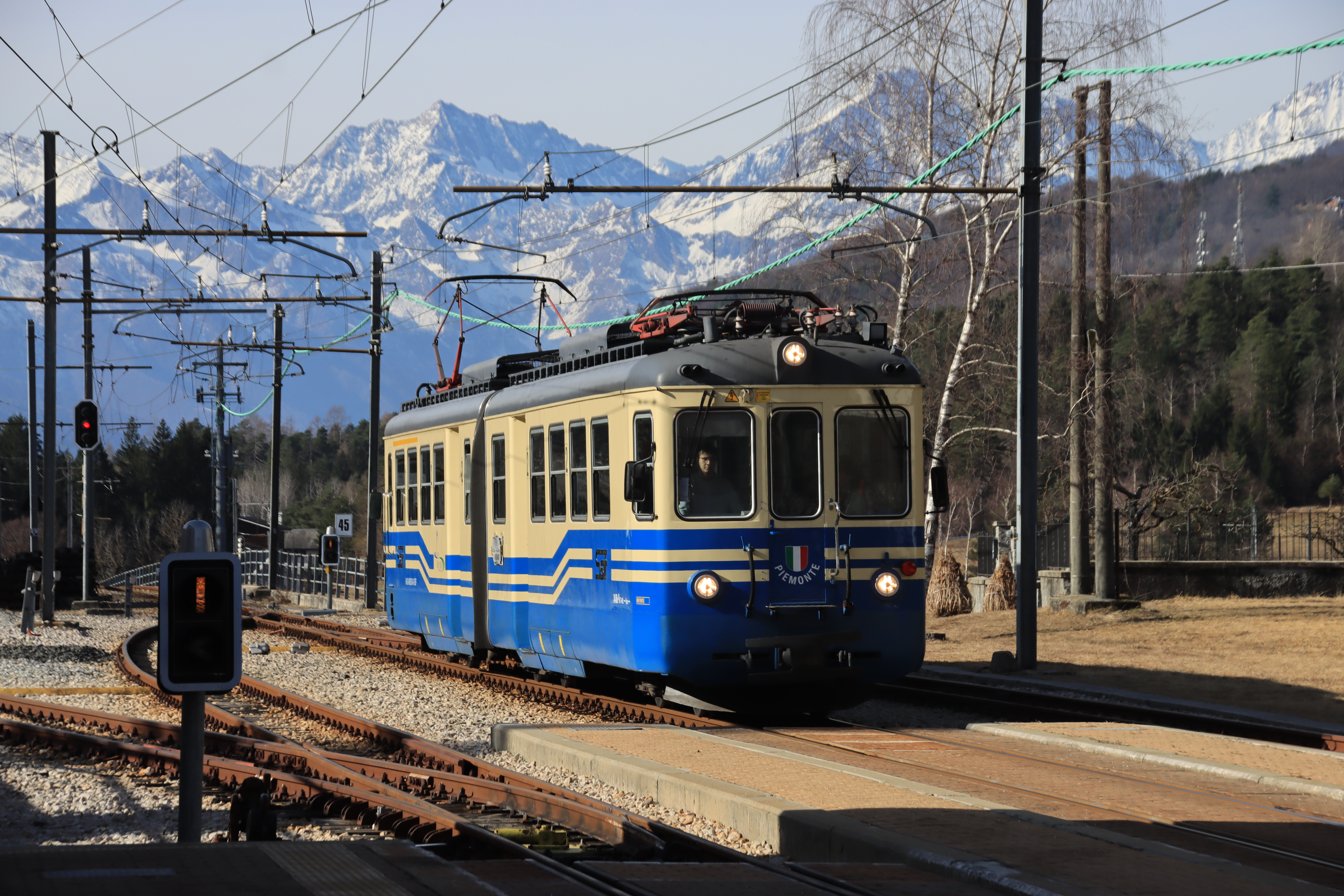
Bahnhof
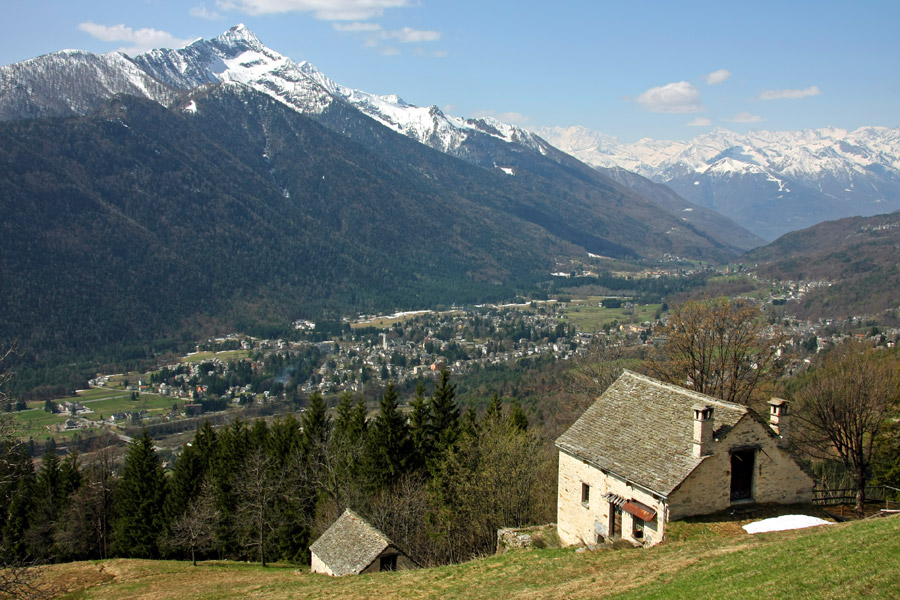
Santa Maria Maggiore aus Colma
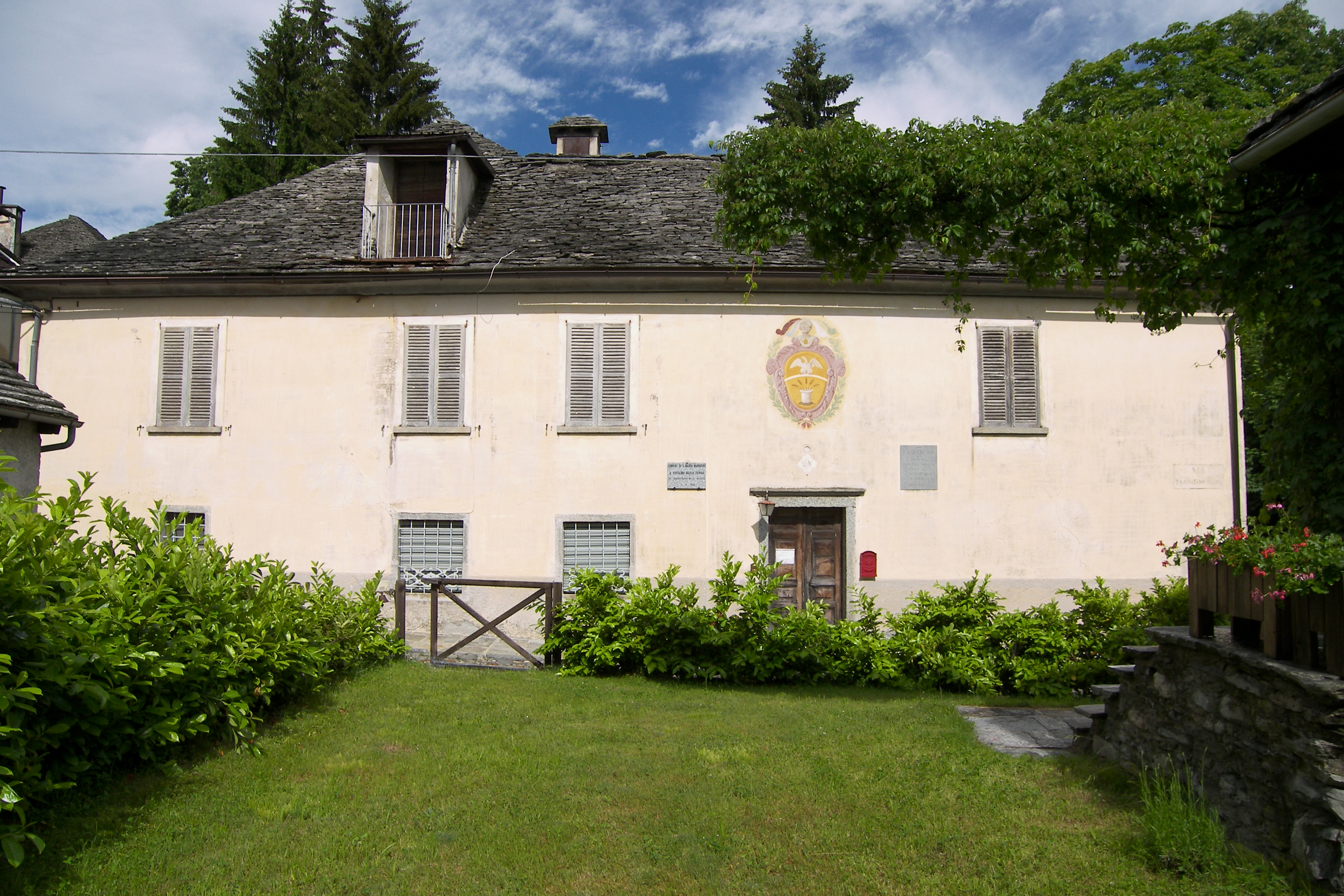
Casa Farina in der Via Gian Maria Farina
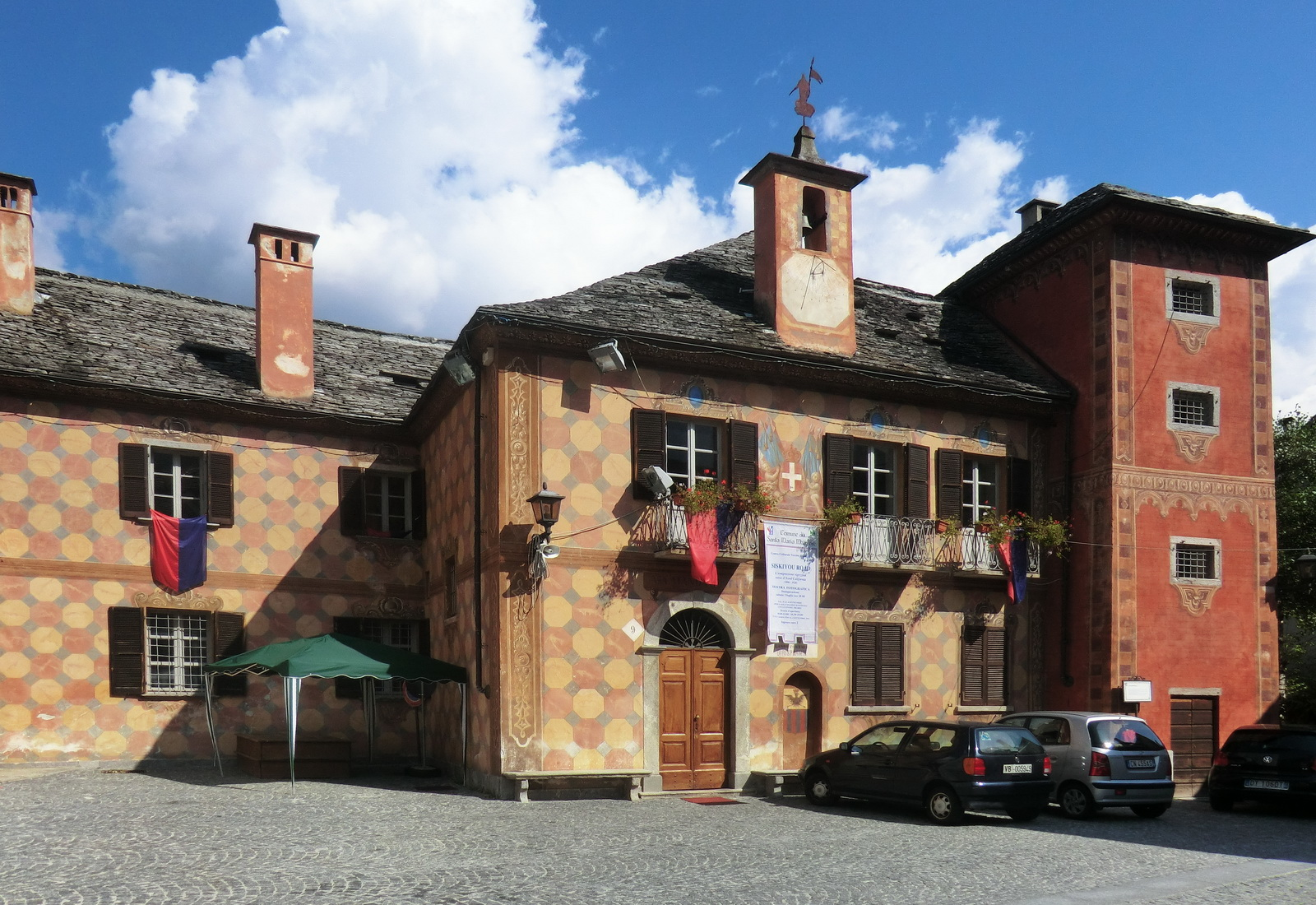
Altes Gemeindehaus

## Persönlichkeiten

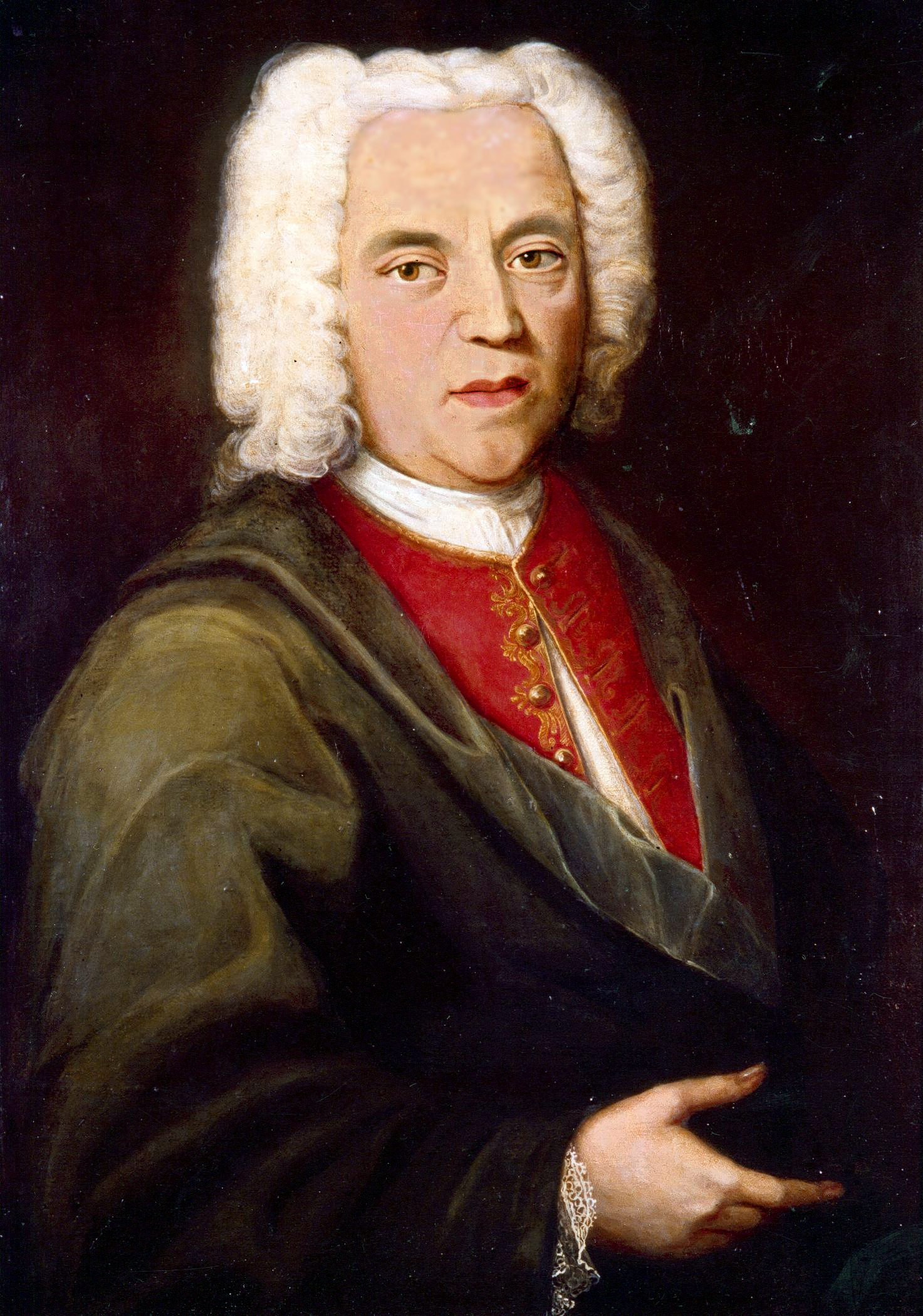
Johann Maria Farina (1685–1766)

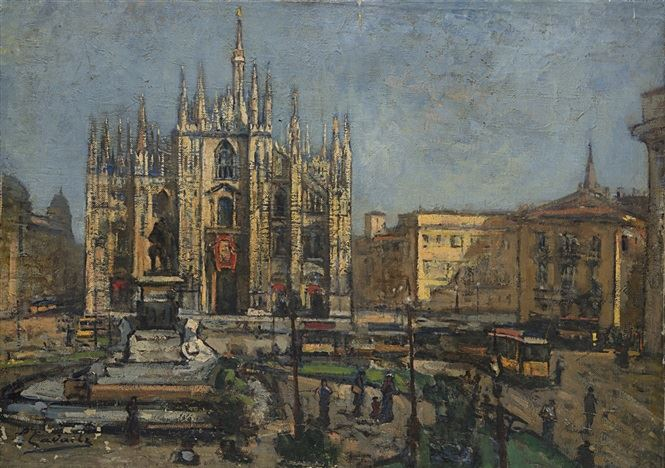
Kathedrale von Mailand von Enrico Cavalli

- Giorgio Bernardi (* 1606 in Buttogno, Fraktion del Gemeinde Santa Maria Maggiore (Piemont); † 1670 in Domodossola), Bildhauer und Altarbauer tätig im Kanton Wallis[4]
- Johann Maria Farina (1685–1766), Erfinder des Eau de Cologne.
- Francesco Antonio Cavalli (* 1835 in Santa Maria Maggiore; † in Paris ?), Kunstmaler[5]
- Pietro Maria Gennari (* 1837 in Santa Maria Maggiore; † 15. Dezember 1900 in Togliano), Künstler, Porträtmaler. Von 1870 bis 1873 malte er in Bern. 1891 im Pariser Salon vertreten[6]
- Enrico Cavalli (* 5. November 1849 in Santa Maria Maggiore; † 28. Februar 1919 in Santa Maria Maggiore), italienischer Maler.